# Parafia Przemienienia Pańskiego w Kielcach-Białogonie

## Parafia
Parafia Przemienienia Pańskiego w Kielcach-Białogonie – parafia rzymskokatolicka w Kielcach. Należy do dekanatu Kielce-Zachód diecezji kieleckiej.
Parafia została erygowana 17 kwietnia 1918 przez biskupa Augustyna Łosińskiego. Jest obsługiwana przez księży diecezjalnych. Mieści się przy ulicy Kolonia. Oprócz proboszcza w parafii jest jeszcze dwóch księży wikariuszy, oraz około 50 ministrantów. W ministranckiej lidze piłkarskiej parafia Białogon zajmuje czołową pozycję. W 2010 zajęła w finale drugie miejsce.

## Kościół
Do września 2013 roku  wierni z Białogonu modlili się w małym drewnianym kościółku wybudowanym w latach 1917–1918 w stylu podhalańskim. Zaprojektował go Mateusz Galas. Jest jednym z najpiękniejszych obiektów sakralnych na terenie Kielc i woj. świętokrzyskiego.
Od 22 września 2013 nabożeństwa odbywają w nowym, większym kościele przy ulicy Kolonia.